# Mrnja
Mrnja ili Meren (mađ. Merenye) je selo u južnoj Mađarskoj.
Zauzima površinu od 12,67 km četvornih.

## Zemljopisni položaj
Nalazi se na 46° 4' sjeverne zemljopisne širine i 17° 42' istočne zemljopisne dužine, 1 km istočno od županijske granice sa (Šomođskom županijom). Somogyhatvan je 2,5 km sjeverno, Opat je 3 km sjeveroistočno, Pokloša je 2 km istočno, Seđuđ je 1 km jugoistočno, Dopsa je 3 km jugozapadno, a Kisdobsza 5 km jugozapadno, Kamača je 5 km zapadno. Sjeverno od sela se nalazi ribnjak.

## Upravna organizacija
Upravno pripada Sigetskoj mikroregiji u Baranjskoj županiji. Poštanski broj je 7981.

## Promet
5 km južno od sela prolazi željeznička prometnica.

## Stanovništvo
Mrnja ima 354 stanovnika (2001.). Većina stanovnika su Mađari, a ima i 2% Roma. Dvije trećine stanovnika su rimokatolici, a četvrtina sela su kalvinisti.

## Vanjske poveznice
- (mađ.) Merenye a Vendégvárón  Arhivirana inačica izvorne stranice od 24. lipnja 2004. (Wayback Machine)
- Mrnja na fallingrain.com